# Eugen Payer
Eugen Payer (Sopronkövesd, 6 luglio 1891 – Győr, 1º gennaio 1957) è stato un allenatore di calcio ungherese.
Il fratello Imre allenò in Italia dal 1922 al 1950.

## Carriera
Nel 1925-1926 condusse la Cremonese al secondo posto nel Girone B della Lega Nord, alle spalle della Juventus di Gianpiero Combi. Nel 1933-1934 allenò il Torino e l'8 gennaio 1938 fu chiamato sulla panchina del Napoli, ma entrambe le esperienze si chiusero con un esonero. Nel 1947-1948 portò il Bellinzona alla vittoria nel campionato svizzero, primo e finora unico titolo nazionale per il club ticinese.

## Palmarès

### Allenatore

#### Competizioni nazionali
- Prima Divisione: 1

Udinese: 1928-1929
- Campionato svizzero: 1

Bellinzona: 1947-1948